# Baïbokoum
Baïbokoum és una sotsprefectura de la regió de Logone Occidental a Txad. Està aproximadament a 30 km de la frontera amb República Centroafricana.

## Demografia
|      | Població |
| ---- | -------- |
| 1993 | 5 088    |
| 2009 | 9 250    |